# Cochranella spinosa
Cochranella spinosa är en groddjursart som först beskrevs av Taylor 1949.  Cochranella spinosa ingår i släktet Cochranella och familjen glasgrodor. IUCN kategoriserar arten globalt som livskraftig. Inga underarter finns listade i Catalogue of Life.